# Renato Squillante
Renato Squillante (Napoli, 15 aprile 1925 – Roma, 3 agosto 2017) è stato un giurista e magistrato italiano.

## Biografia
Giudice per le indagini preliminari del tribunale di Roma, negli anni novanta fu coinvolto in due vicende giudiziarie, il processo IMI-SIR e il processo SME.
Nel processo IMI-SIR, fu condannato in primo grado alla pena di otto anni e sei mesi di reclusione per corruzione in atti giudiziari, pena ridotta a cinque in appello; infine, il 4 maggio 2006 la Cassazione annullò la condanna riqualificando i fatti come "tentativo di intermediazione tra privati".
Nel processo SME, fu condannato in primo grado alla pena di otto anni di reclusione, ridotta a sette in appello; nel novembre 2006, la Cassazione annullò la sentenza con rinvio degli atti alla procura di Perugia, per ragioni di incompetenza territoriale. I reati si estinsero per prescrizione.